# 比约讷瓦滕站
比约讷瓦滕站（挪威語：Bjørnevatn stasjon）是挪威一个已经停止使用的火车站，位于挪威南瓦朗厄爾的比约讷瓦滕 ，是希尔克内斯-比约讷瓦滕铁路的终点站。